# Apo Ching-Hsin Hsu

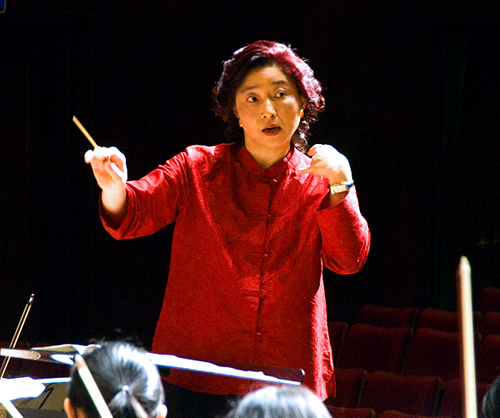
Apo Hsu, 2007

Apo Ching-Hsin Hsu (* 1956 in Taipeh) ist eine taiwanische Dirigentin.
Hsu studierte mit dem Abschluss als Bachelor Klavier an der National Taiwan Normal University (NTNU). Sie setzte ihre Ausbildung bei dem Kontrabassisten Gary Karr an der Hartt School of Music in Connecticut fort und erwarb ein Diplom im Fach Dirigieren unter Leitung von Charles Bruck. Sie besuchte dann die Pierre Monteaux Domaine School in Maine und studierte am Conductor's Institute in South Carolina bei Harold Farberman und im Rahmen des Aspen Music Festivals bei Murry Sidlin.
Ihre Laufbahn als Dirigentin begann Hsu bei der Oregon Symphony. Von 1991 bis 1997 war sie Dirigentin und künstlerische Leiterin der Oregon Mozart Players in Eugene. Sie wirkte als künstlerische Leiterin und Dirigentin des The Women's Philharmonic in San Francisco (1997–2001) und der Springfield Symphony in Missouri (1995–2003) und wurde 2003 Dirigentin des Orchesters der National Taiwan Normal University (NTNU).
Im gleichen Jahr trat sie mit dem Taipei Symphony Orchestra auf, im Folgejahr arbeitete sie mit dem Kaohsiung City Symphony Orchestra in Taiwan und dem Sung Nam and Prime Philharmonic Orchestras in Seoul, im Jahr 2005 mit dem koreanischen Rundfunkorchester. Zu sechzigjährigen Bestehen der NTNU 2006 unternahm sie mit deren Orchester eine Tournee durch Australien, 2007 trat sie mit dem Orchester und dem Festivalchor mit dem Programm Formosa Dreaming in Kalifornien auf.
Als Gastdirigentin trat sie u. a. mit dem Sydney Conservatorium Symphony Orchestra (2007 und 2009) auf und eröffnete 2008 mit dem China National Symphony Orchestra den Kongress der International Alliance for Women in Music in Peking. 2009 trat sie mit dem Cedar Rapids Symphony Orchestra in dessen Konzertreihe Meisterwerke auf und leitete das Eröffnungskonzert zur Feier des fünfundsiebzigjährigen Bestehens des Springfield Symphony Orchestra. 2010 dirigierte sie das Lamont Symphony Orchestra bei der amerikanischen Uraufführung von Hsu Tsang-Houeis Deux Mouvements pour orchestre a cordes.